# Fairphone
A Fairphone é uma StartUp que tem como objetivo desenvolver smartphones projetados e produzidos com o mínimo de dano ambiental às pessoas e ao planeta. A empresa está sediada em Amsterdã, na Holanda, e foi apoiada em sua fase de startup pela Waag Society, uma fundação que visa fomentar a experimentação de novas tecnologias, arte e cultura.
A Fairphone foi fundada para desenvolver um dispositivo móvel que não contém minerais conflitantes (que em smartphones são normalmente ouro, estanho, tântalo e tungstênio), tem condições de trabalho justas para a força de trabalho ao longo da cadeia produtiva e ajuda o consumidor a usar o mesmo aparelho por mais tempo, indo na contramão da obsolescência programada.
A segunda versão do aparelho da empresa é um dos primeiros smartphones modulares disponíveis para compra - projetado para ser facilmente reparado e atualizado.

## História e Missão

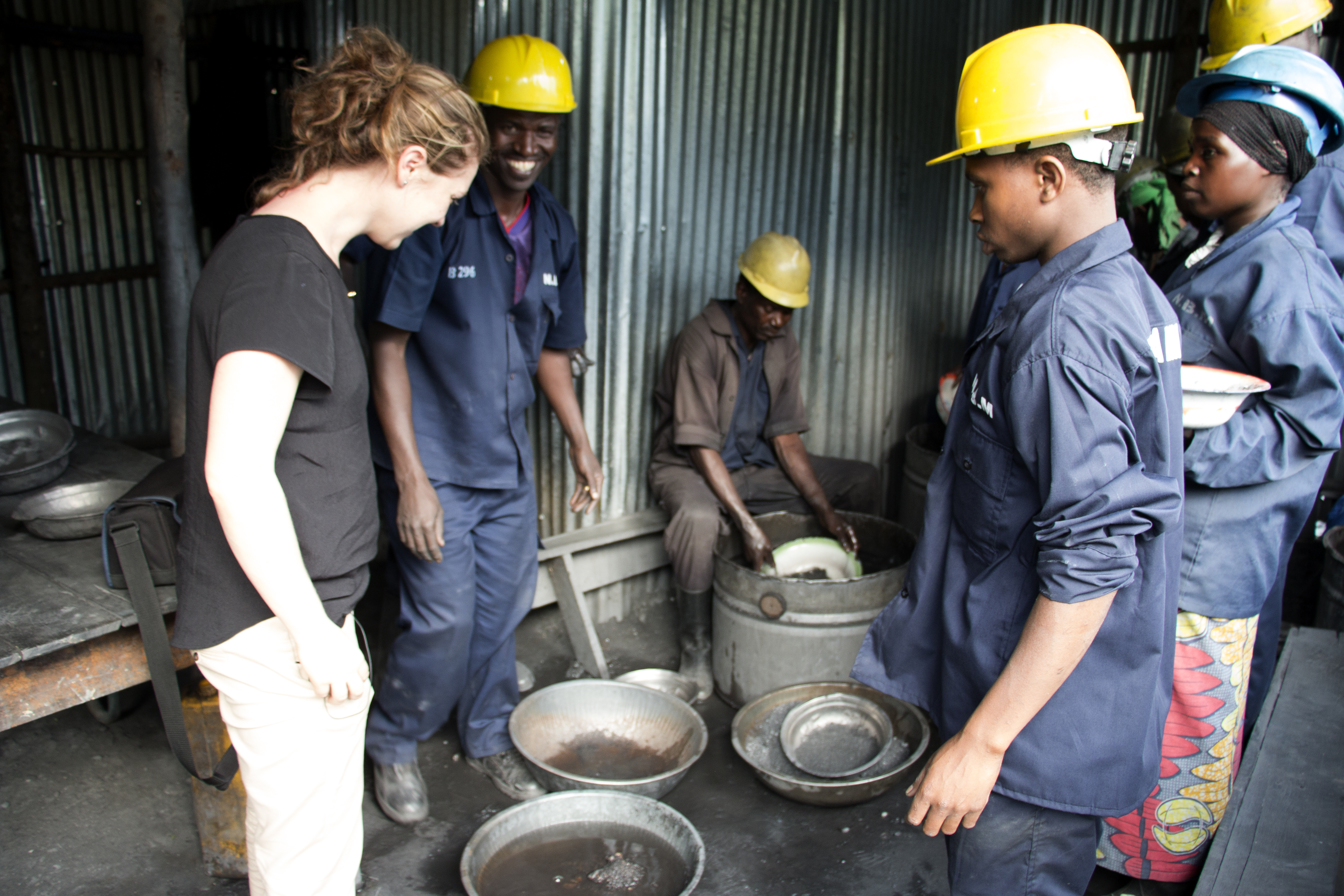
Um funcionário da Fairphone conhecendo mineiros de tungstênio na New Bugurama Mining Company, em Ruanda.

A Fairphone foi fundada por Bas van Abel como uma empresa social em Janeiro de 2013, tendo existido apenas como uma campanha por dois anos e meio. O site da empresa afirma que sua missão é "trazer um smartphone justo ao mercado - projetado e produzido com o mínimo de danos às pessoas e ao planeta". A Fairphone, no entanto, reconhece que ainda não é possível produzir um telefone 100% justo, mas, com esse objetivo, busca aumentar a conscientização entre os consumidores e no setor de telefonia móvel.

## Produtos

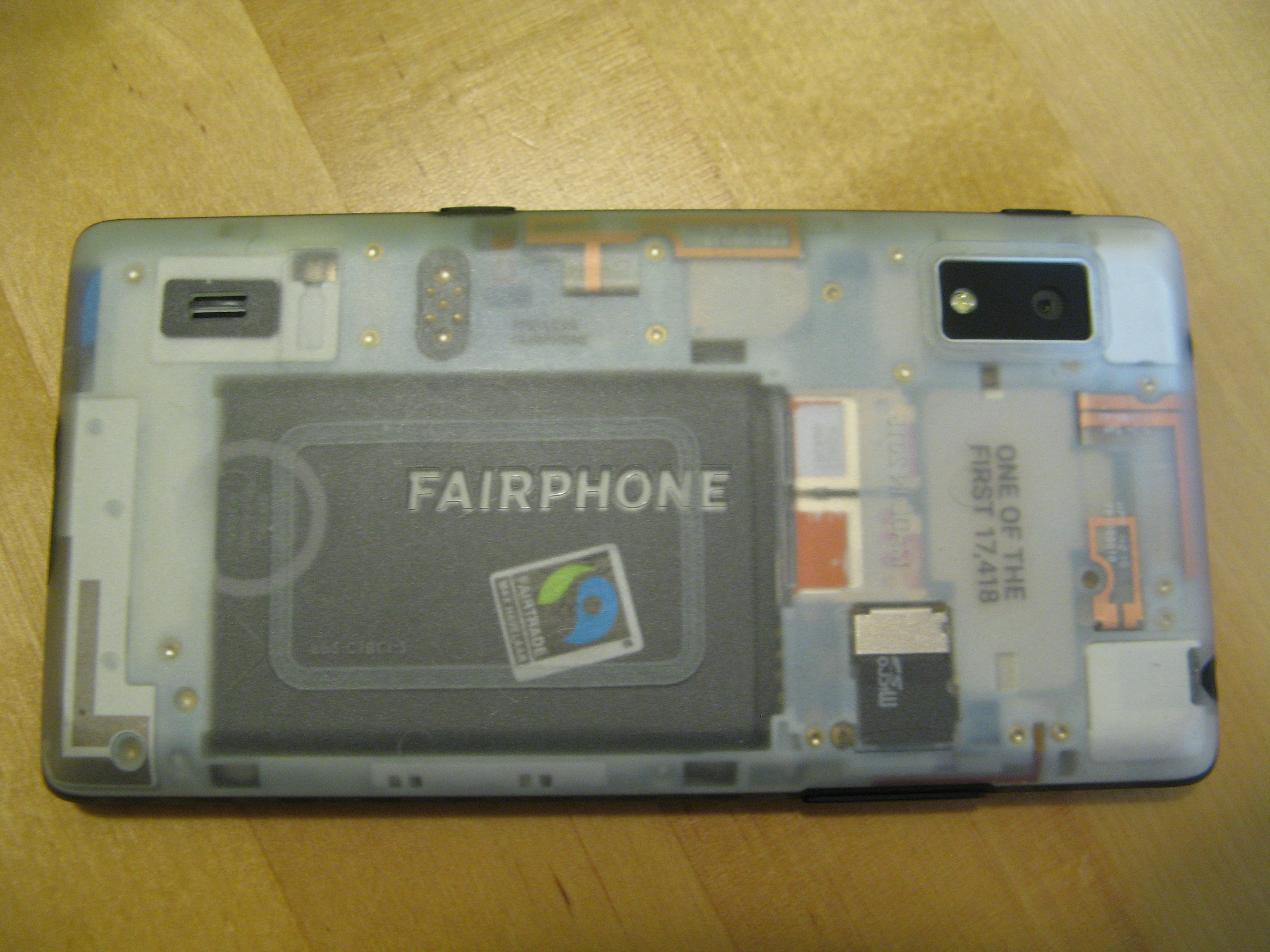
O verso de um Fairphone 2 com capa transparente, mostrando o seu design modular.

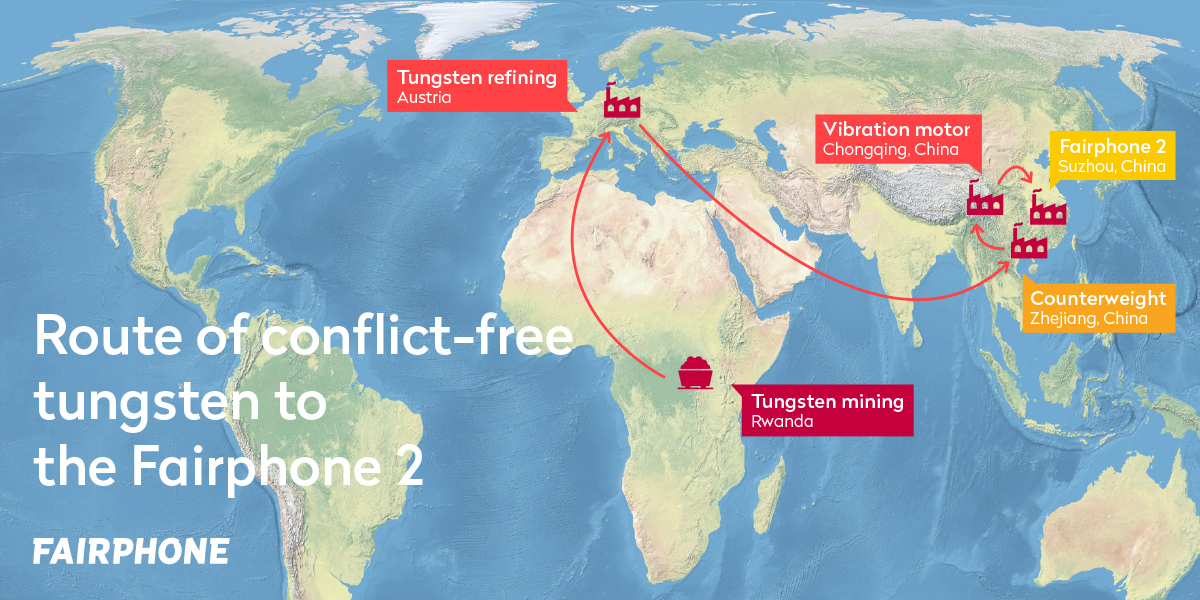
A cadeia de fornecimento de tungstênio livre de conflitos para o Fairphone 2.

- Fairphone 1
- Fairphone 2
- Fairphone 3
- Fairphone 3+

## Prêmios e certificações
A empresa Fairphone ganhou o prêmio de startup de tecnologia europeia que mais cresce na conferência The Next Web em Abril de 2015.
O Fairphone 2 foi o primeiro smartphone a receber uma pontuação 10/10 por reparabilidade no iFixit.
O fundador e CEO da Fairphone, Bas van Abel, foi um dos três vencedores do German Environmental Award em 2016.
A Fairphone é uma certificada benefit corporation.
O Fairphone 2 foi o primeiro celular a receber a certificação Blue Angel.

## Ligações Externas
- «Sítio oficial»
- Waag Society
- Conflict-free: FairPhone struggles for more ethical smartphones in 2013, by Janus Kopfstein, The Verge, 20 December 2012
- My search for a smartphone ends here, George Monbiot, The Guardian, 25 April 2013
- Fairphone: disrupting the mobile phone market through values, Bas van Abel, The Guardian, 8 July 2013
- World’s first ethical smartphone unveiled – and the pre-orders flood in, Sebastian Salek, The Independent, 15 September 2013
- Could Fairphone help clean up supply chains in the smartphone market?, Rich McEachran, The Guardian, 19 September 2013
- Fairphone, the world's first 'ethical smartphone', launches in London, Sebastian Salek, The Independent, 20 September 2013